# Gongronema finlaysonii
Gongronema finlaysonii är en oleanderväxtart som först beskrevs av Robert Wight, och fick sitt nu gällande namn av Joseph Decaisne. Gongronema finlaysonii ingår i släktet Gongronema och familjen oleanderväxter. Inga underarter finns listade i Catalogue of Life.